# Portada/efemèride febrer 20
Marie Marvingt
« 19 de febrer · 20 de febrer · 21 de febrer »